# Tangafjørður
Il Tangafjørður è la parte meridionale dello stretto che separa le isole di Streymoy ed Eysturoy nelle Isole Fær Øer. La parte settentrionale dello stretto tra le isole si chiama Sundini.

## Nome
Tangi, in caso genitivo tanga, è una parola faroese che significa "promontorio eroso" ed è affine alla "lingua" inglese. Questo si riferisce alla penisola Raktangi vicino Strendur. Tangi può anche significare "alghe", che in genere sono abbondanti in zona. In faroese, fjørður può riferirsi a qualsiasi estensione allungata di acqua salata, incluso un sound o uno stretto che separa due isole. I sound molto stretti sono indicati come sund.

## Geografia
La parte settentrionale dello stretto, tra Streymoy ed Eysturoy, è chiamata Sundini con transizione in Tangafjørður tra Norðuri í Sundum (Kollafjørdur) e Morskranes. L'estremità meridionale non è definita con precisione e si fonde con lo stretto di Nólsoyarfjørður su una linea approssimativamente tra il capo Eystnes (vicino a Æðuvík su Eysturoy) e l'isolotto di Hoyvíksholmur (vicino a Tórshavn, Streymoy). Tangafjørður è diviso in una metà settentrionale e una meridionale distinte da due fiordi laterali, Skálafjørður e Kaldbaksfjørður.
La lunghezza complessiva del Tangafjørður è di 12 km. La sua sezione meridionale è più ampia (circa 4,0 km) rispetto al tratto nord (circa 3,0 km). I punti più profondi della sezione settentrionale e meridionale sono entrambi a -85 metri in luoghi appena al largo di Kolbeinagjógv e Hvítanes rispettivamente. Dove il Tangafjørður sfocia nel Nólsoyarfjørður il fondale marino scende a -120 metri. Ci sono sezioni poco profonde (soglie sommerse) all'ingresso dello Skála e del Kaldbaksfjørður, ma lo stesso Tangafjørður non ha tale soglia, che regola un buon afflusso e deflusso di nutrienti. Nel mezzo dell '"intersezione" di Kaldbaks, Skála e Tangafjørður ci sono scogliere e scogli che interrompono la superficie. Questi skerries Flesjarnar sono contrassegnati da un faro.
I villaggi di Streymoy sono Kollafjørður, Kaldbak, Hvítanes e Hoyvík, parte di Tórshavn. I villaggi su Eysturoy sono Morskranes, Kolbeinagjógv, una moderna area residenziale di Strendur (parte di Sjóvar kommuna), Toftir e Nes. I mulini a vento vicino a Æðuvík sono visibili da Tangafjørður. Ci sono allevamenti ittici vicino a Nes, Kolbeinagjógv e a sud di Kollafjørður.

## Trasporto
Un traghetto per auto operava tra Hósvík e Selatrað fino al 1976. Un altro traghetto operato tra Tórshavn, Toftir e Strendur (Skálafjarðarleiðin, rotta 40), ha cessato di operare nel 2003 per mancanza di domanda, essendo in concorrenza con i collegamenti più affidabili via ponte Streymin. Negli ultimi anni effettuava due viaggi di andata e ritorno al giorno solo per passeggeri a piedi. Negli ultimi due decenni tutti i trasporti hanno utilizzato il ponte Streymin verso l'Eysturoy settentrionale. Ciò ha causato una lunga deviazione per il trasporto tra l'Eysturoy meridionale e Streymoy: la distanza tra Hvítanes e Toftir è di 5,5 km in linea d'aria, ma di 62 km su strada.
Nel dicembre 2020 è stato aperto al traffico il Tunnel dell'Eysturoy che fornisce un percorso molto più breve attraverso il Tangafjørður. Si prevede che circa 5.800 veicoli utilizzeranno il tunnel ogni giorno, compreso il traffico locale attraverso lo Skálafjørður. Nel 2011, circa 1.300 persone hanno fatto i pendolari regolarmente per lavoro o istruzione tra i due lati del Tangafjørður, ma sono state costrette a passare attraverso il ponte Streymin.